# Canon EOS M50
Die Canon EOS M50 ist eine spiegellose Systemkamera des japanischen Herstellers Canon. Sie kam im März 2018 auf den Markt, technischer Support besteht bis November 2027.

## Technische Merkmale
Videos können in 4K-Auflösung bei 25 Vollbildern pro Sekunde aufgenommen werden; die Dateigröße kann bis zu 4 GB betragen.
Neben dem dreh- und schwenkbaren TFT-Bildschirm hat die Kamera einen eingebauten OLED-Sucher mit einer Auflösung von 1080 × 720 Pixeln (2,36 Millionen Subpixel). Der Bildsensor hat das APS-C-Format und eine Auflösung von 24,2 Megapixeln.
Die ISO-Empfindlichkeit lässt sich im Bereich von 100 bis 51.200 (Fotos) bzw. 25.600 (Video) einstellen.
Die M50 ist die erste Kamera, in der Canon den hauseigenen Digic-8-Prozessor eingesetzt hat; es gibt sie in den Farben Weiß und Schwarz.

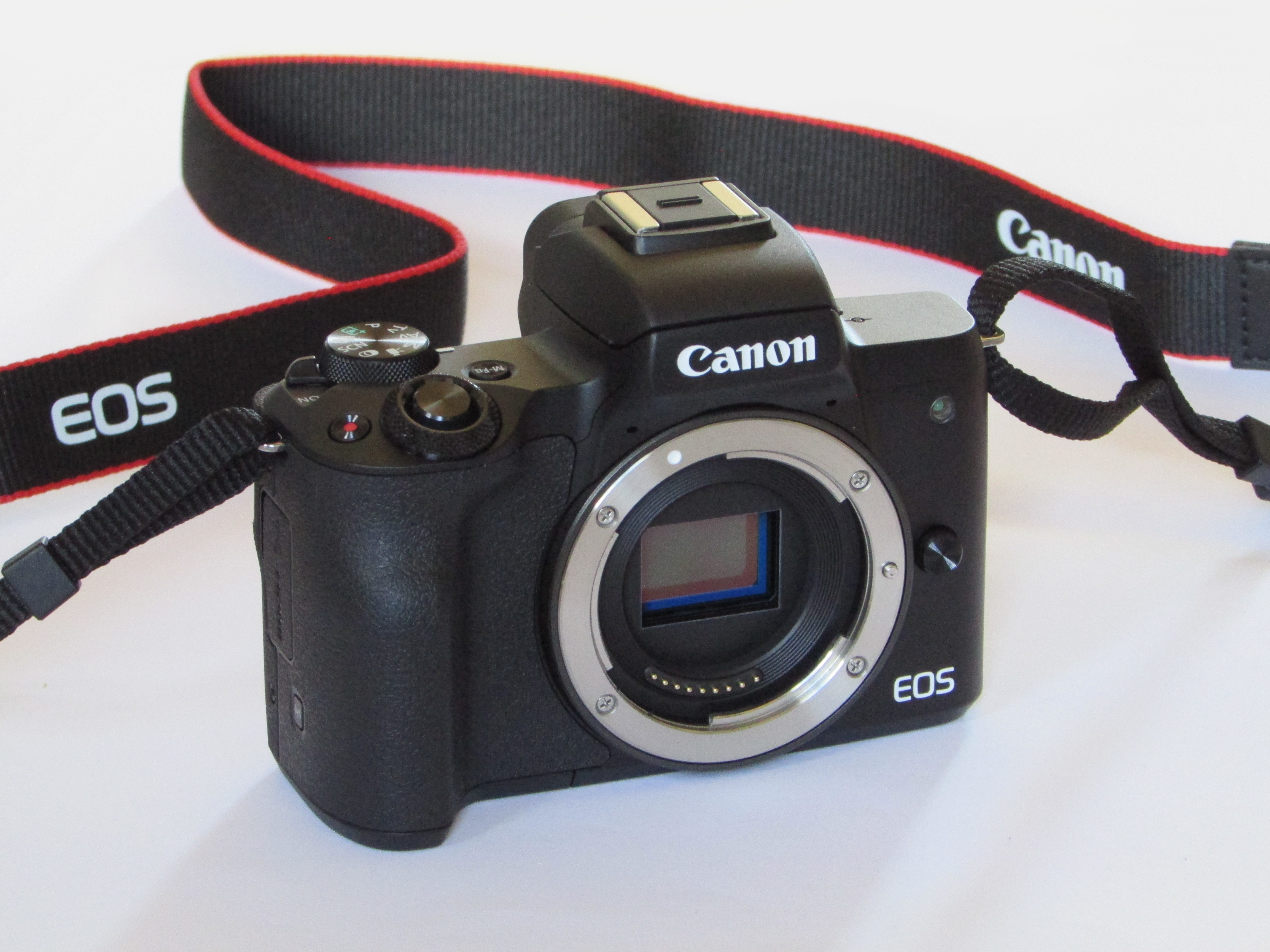
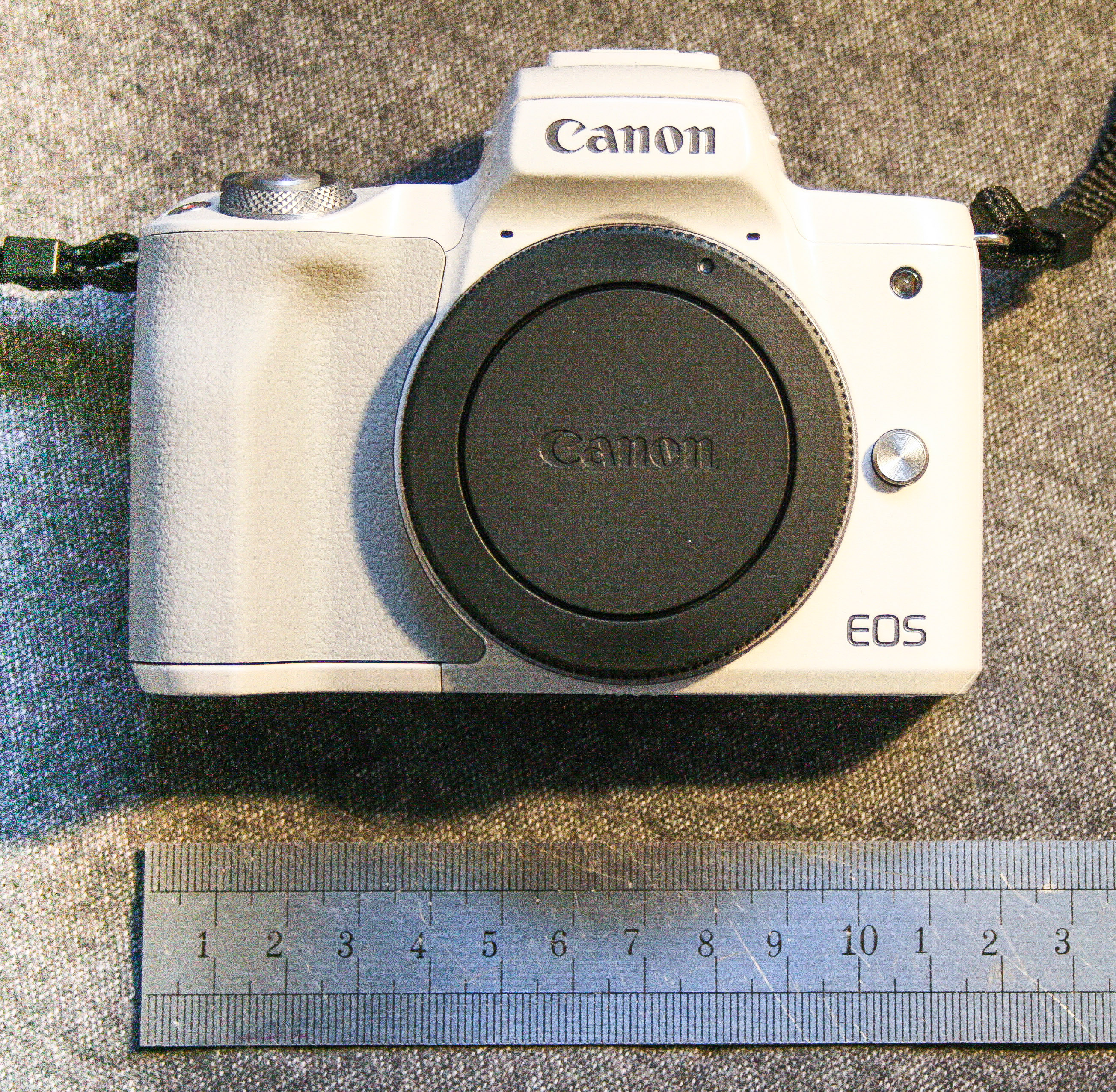
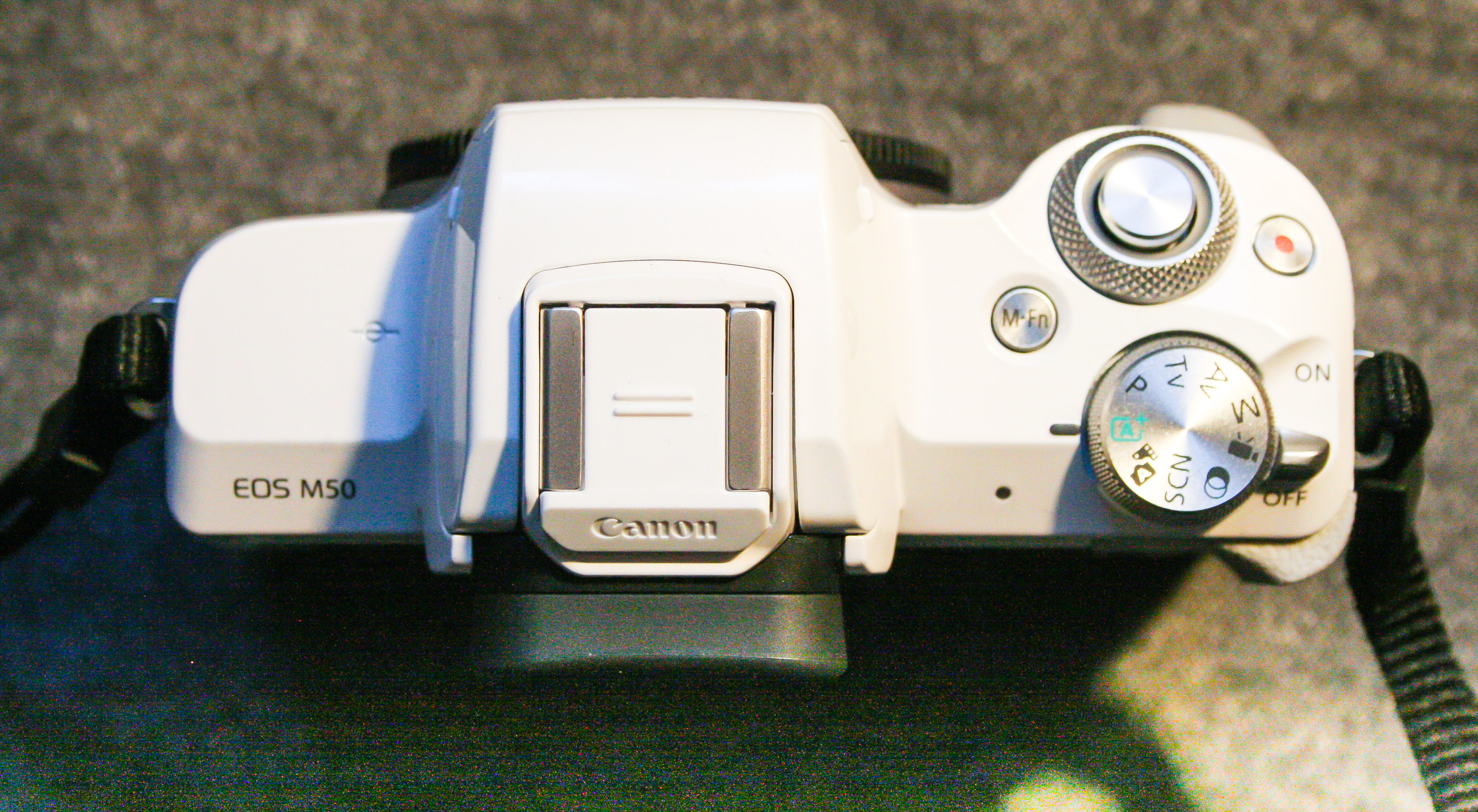
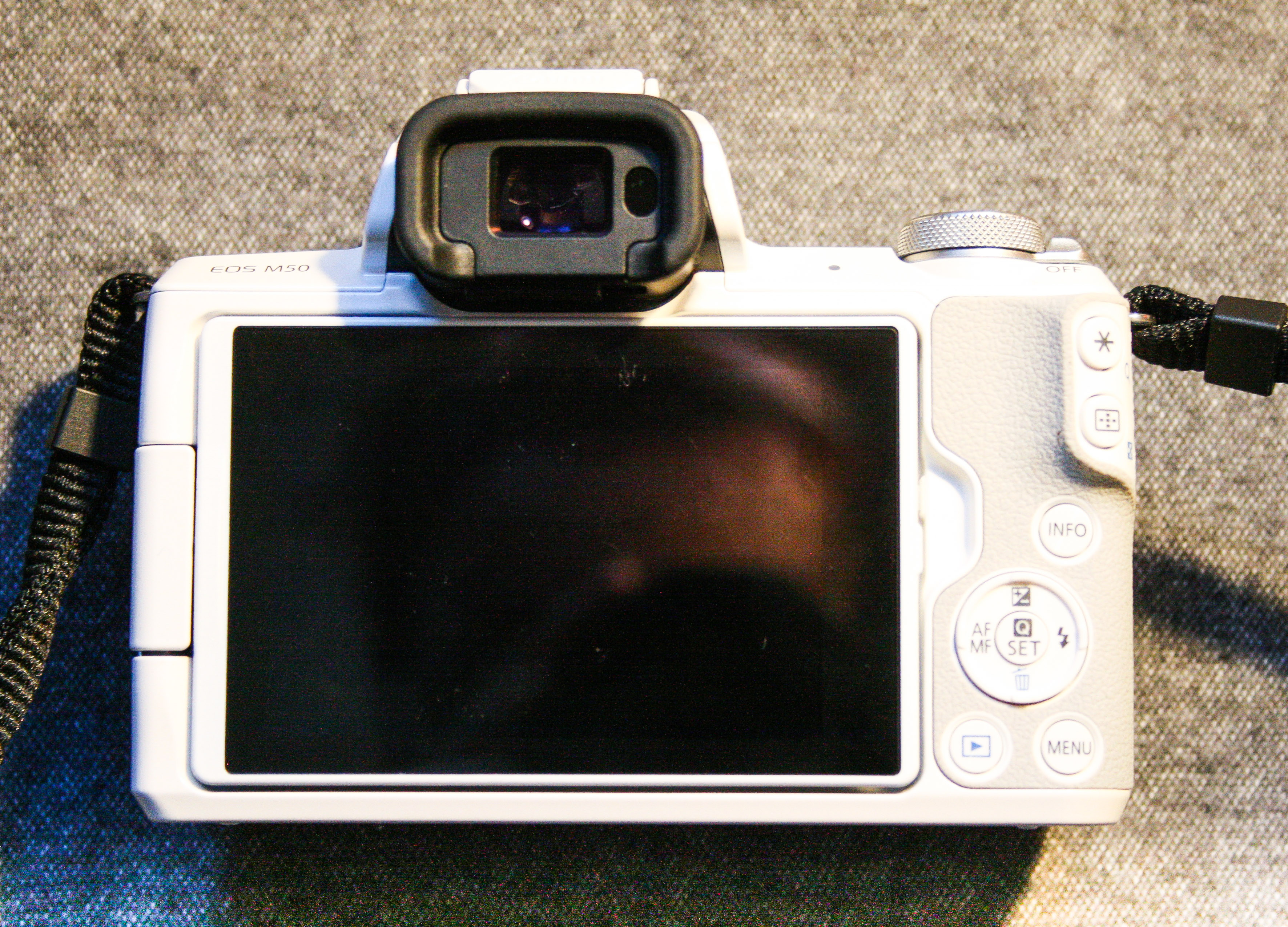
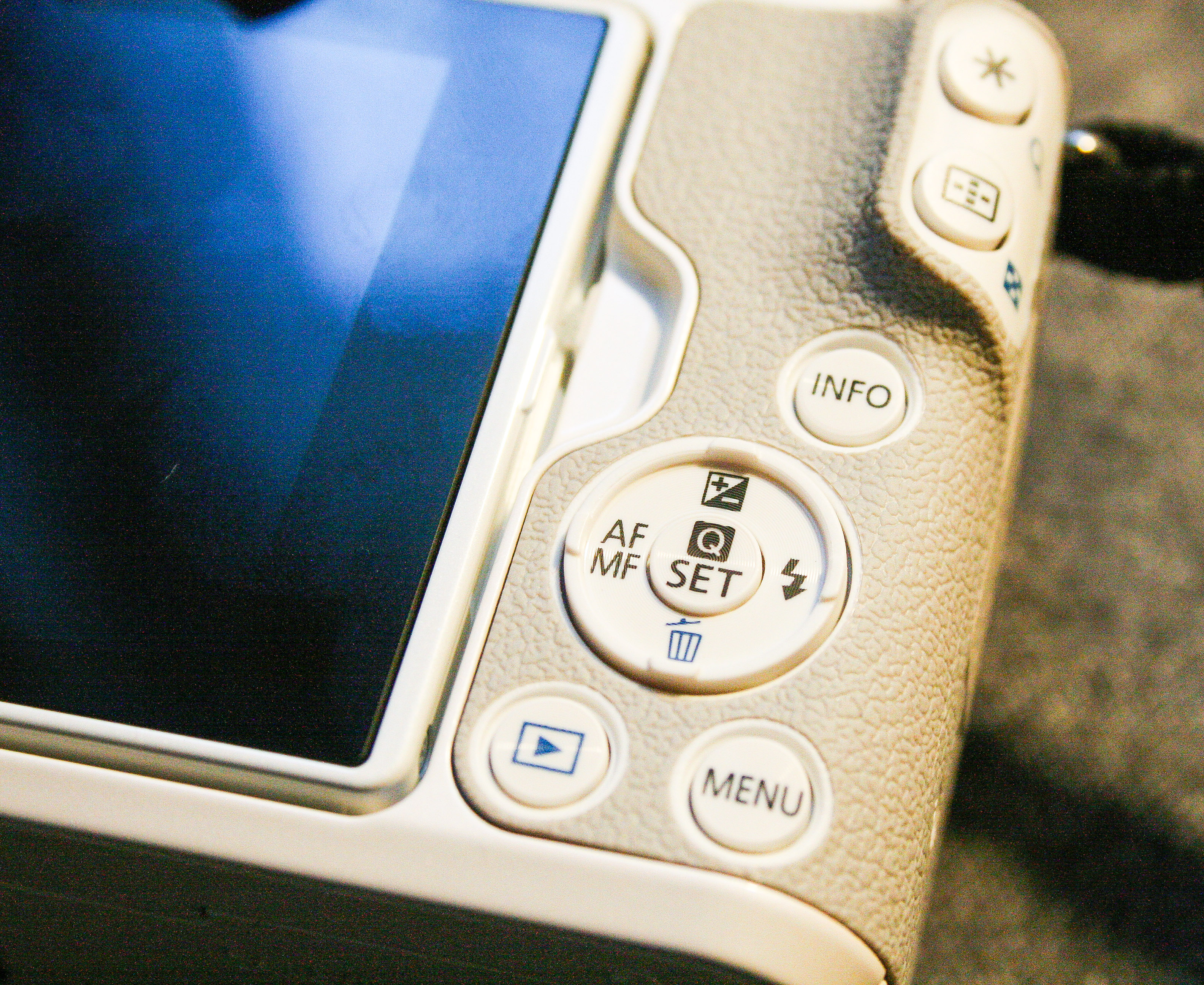
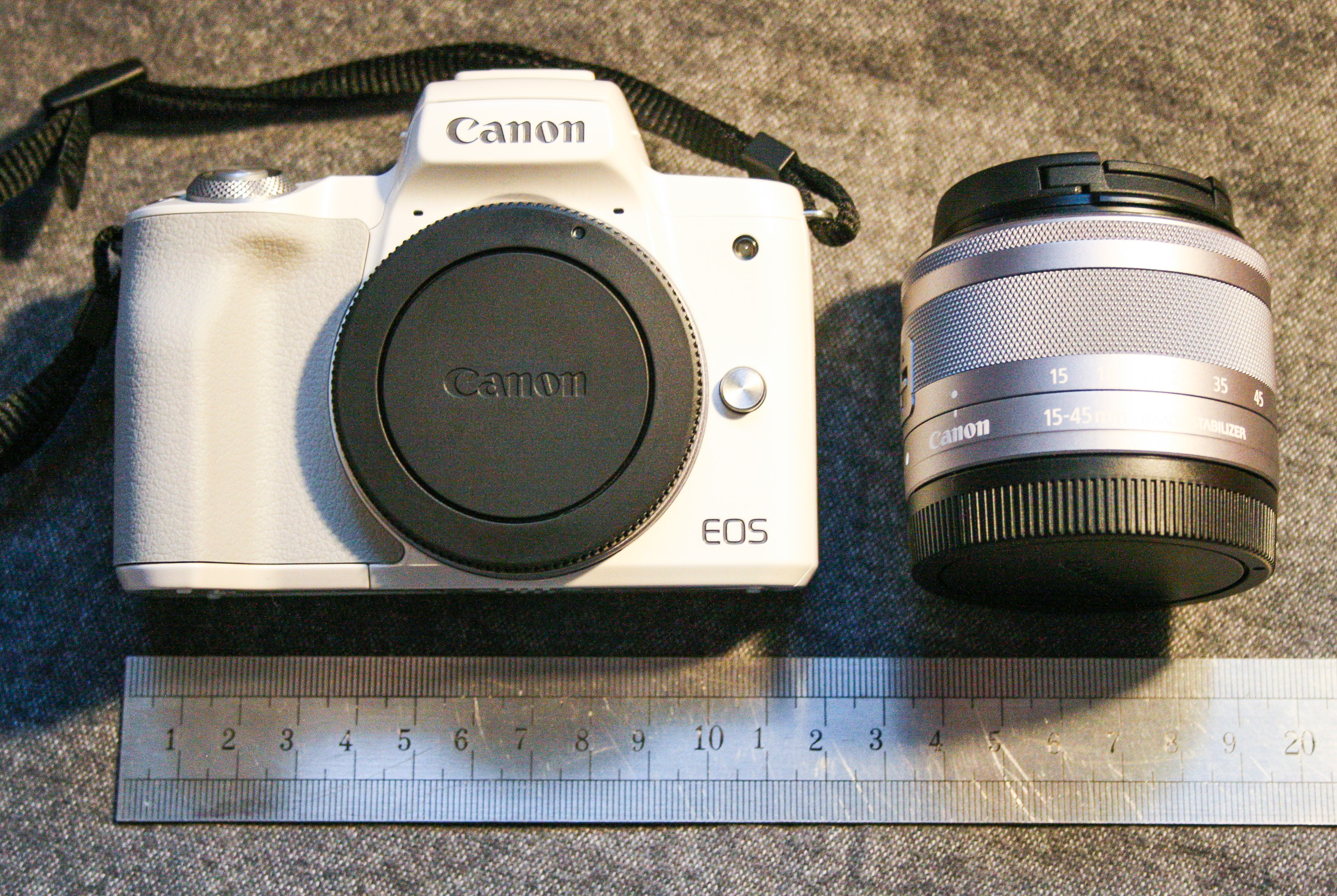

## Auszeichnungen
Im August 2018 wurde das Modell von der European Imaging and Sound Association (EISA) als Kamera mit dem besten Preis-Leistungs-Verhältnis (englisch: "Best Buy Camera") ausgezeichnet.

## Nachfolger
Bereits im Oktober 2020 brachte Canon das Nachfolgemodell Canon EOS M50 Mark II zunächst in den USA auf den Markt, Anfang 2021 erreichte das Modell auch den deutschen Markt. Als eine der wesentlichen Neuerungen bewirbt Canon den Augen-Autofokus. Diese Funktion bedeutet, dass die Kamera Augen von Menschen und Tieren erkennen und verfolgen kann. Sie ist nicht zu verwechseln mit dem an einigen analogen Canon-Kameras verfügbaren Eye Controlled Focussing (ECF).